# Arthrolytus oezbeki
Arthrolytus oezbeki är en stekelart som beskrevs av Miktat Doganlar 1978. Arthrolytus oezbeki ingår i släktet Arthrolytus och familjen puppglanssteklar. Inga underarter finns listade.